# Syntormon francoisi
Syntormon francoisi är en tvåvingeart som beskrevs av Henk J.G. Meuffels och Patrick Grootaert 1999. Syntormon francoisi ingår i släktet Syntormon och familjen styltflugor.
Artens utbredningsområde är Frankrike. Inga underarter finns listade i Catalogue of Life.